# Szvanéti

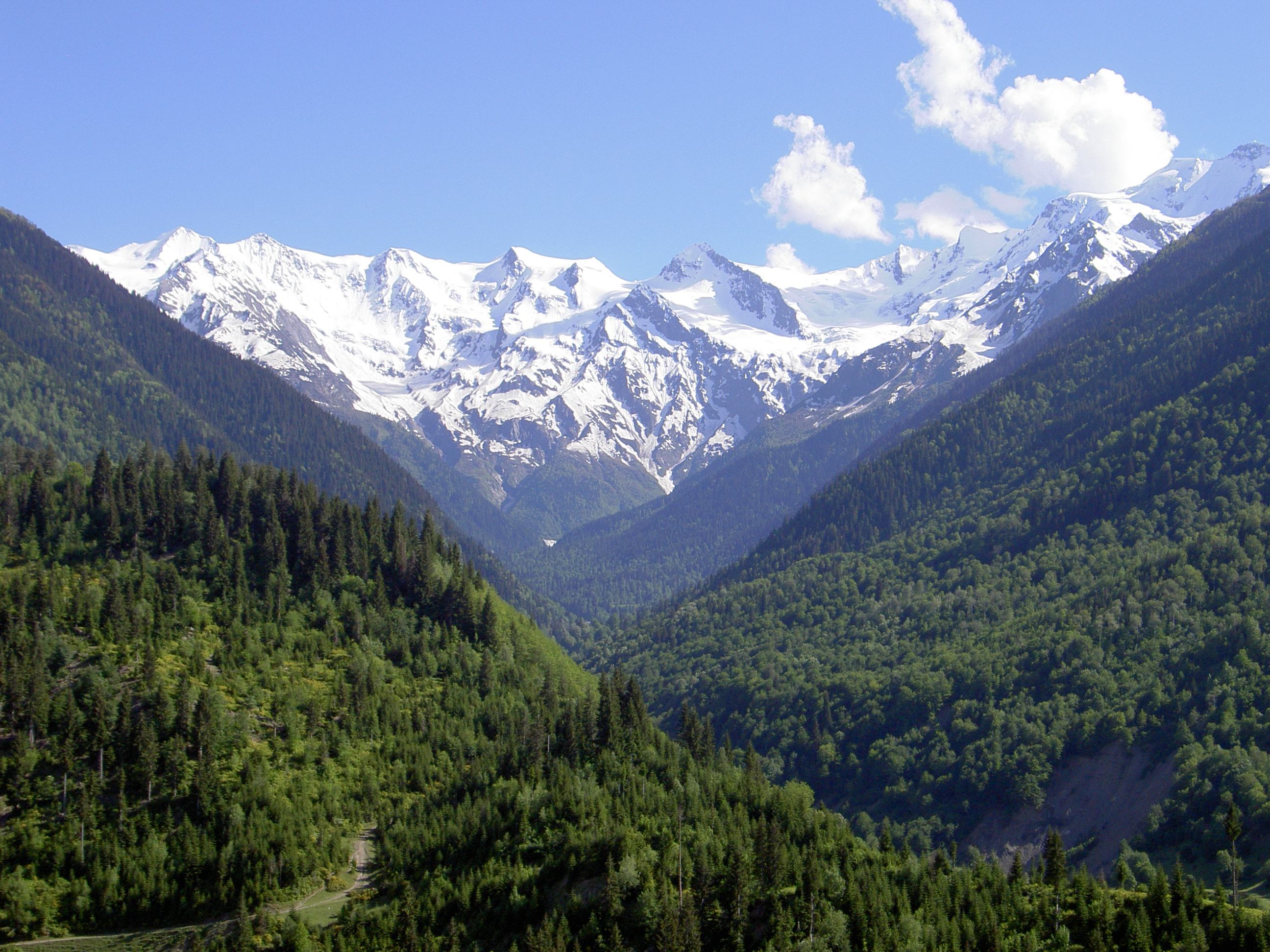
A Kaukázus Szvanétiában

Szvanéti vagy Szvanétia (grúzul სვანეთი Szvanéti) Grúzia egyik történelmi régiója, az ország északnyugati régiójában, a Nagy-Kaukázus déli részében. A szvánok lakják, akiket a grúzok egyik alcsoportjának tartanak, de különálló önazonosságukat őrzik és önálló (a grúzzal rokon) nyelvvel rendelkeznek (szván nyelv).

## Földrajza
Szvanétia 3000–5000 méter magas hegyeivel Európa legmagasabban fekvő lakott régiója. A Kaukázus hegység 10 legmagasabb csúcsa közül négy Szvanétiában van, köztük Grúzia legmagasabb pontja, az 5201 méter magas Shara hegy. A terület más kiemelkedően magas hegyei: Tetnuldi (4974 m), Sota Rusztaveli-hegy (4960 m), Usba (4710 m) és az Ailama (4525 m).

### Felosztása
Szvanétia a Rioni, az Enguri és a Tszkhenisztszkali folyók felső folyásánál helyezkedik el. Földrajzilag és történelmileg két részre oszlik:
- Felső-Szvanéti vagy Zemo Szvanéti, a mai Mestia kerület (rajoni), az Enguri folyó körül.
- Alsó-Szvanéti vagy Kvemo Szvanéti, a mai Lentekhi kerület, a Cxenis-c’q’ali folyó körül.

Közigazgatásilag ezek a Szamegrelo-Felső-Szvanéti, illetve a Rascha-Lechkumi és Alsó-Szvanéti régiókhoz (mkhare) tartoznak, amelyek keresztülvágják a történelmi Szvanétiát.

## Tájai
Szvanétia tájképét a mély vízmosások tagolta magas hegyek uralják. A terület legnagyobb része 1800 méternél magasabban fekszik, és e szint alatt vegyes-, illetve fenyőerdők borítják. Efölött alpesi rétek húzódnak, mintegy 3000 méteres magasságokban pedig az örök hó és jég birodalma kezdődik. Szvanétia legjellegzetesebb csúcsa és jelképe az Inguri-vízmosás fölé tornyosuló Usba, amely a régió jelentős részéből látható.

## Éghajlata
Éghajlata nedves és legjobban a Fekete-tenger irányából érkező légtömegek befolyásolják. Az átlaghőmérséklet és a csapadék a tengerszint feletti magasságtól erősen függően változó. Az éves csapadék mennyisége 1000 és 3200 milliméter között van Szvanétiában. A legnagyobb mennyiségű csapadék a Nagy-Kaukázusban hullik. Télen jellemzőek a rendkívül nagy havazások és gyakoriak a lavinák. Vannak olyan részei, ahol a hótakaró ötméteres vastagságot is elérhet. Az alacsonyabban fekvő területeken (800-1200 méter) a nyár hosszú és meleg, a tél viszonylag hideg és havas. Az 1200 és 1800 méter feletti szinteken a nyár viszonylag meleg, a tél hideg. Kétezer méter felett azonban a nyár már rövid (kevesebb mint három hónap) és hűvös, a tél hosszú és hideg. Szvanétia jelentős része fekszik háromezer méter felett, ahol már nincs is igazi nyár. Általánosságban véve azonban Szvanétia a Fekete-tenger közelségének köszönhetően télen kevésbé hideg, mint a magashegységek általában.

## Története

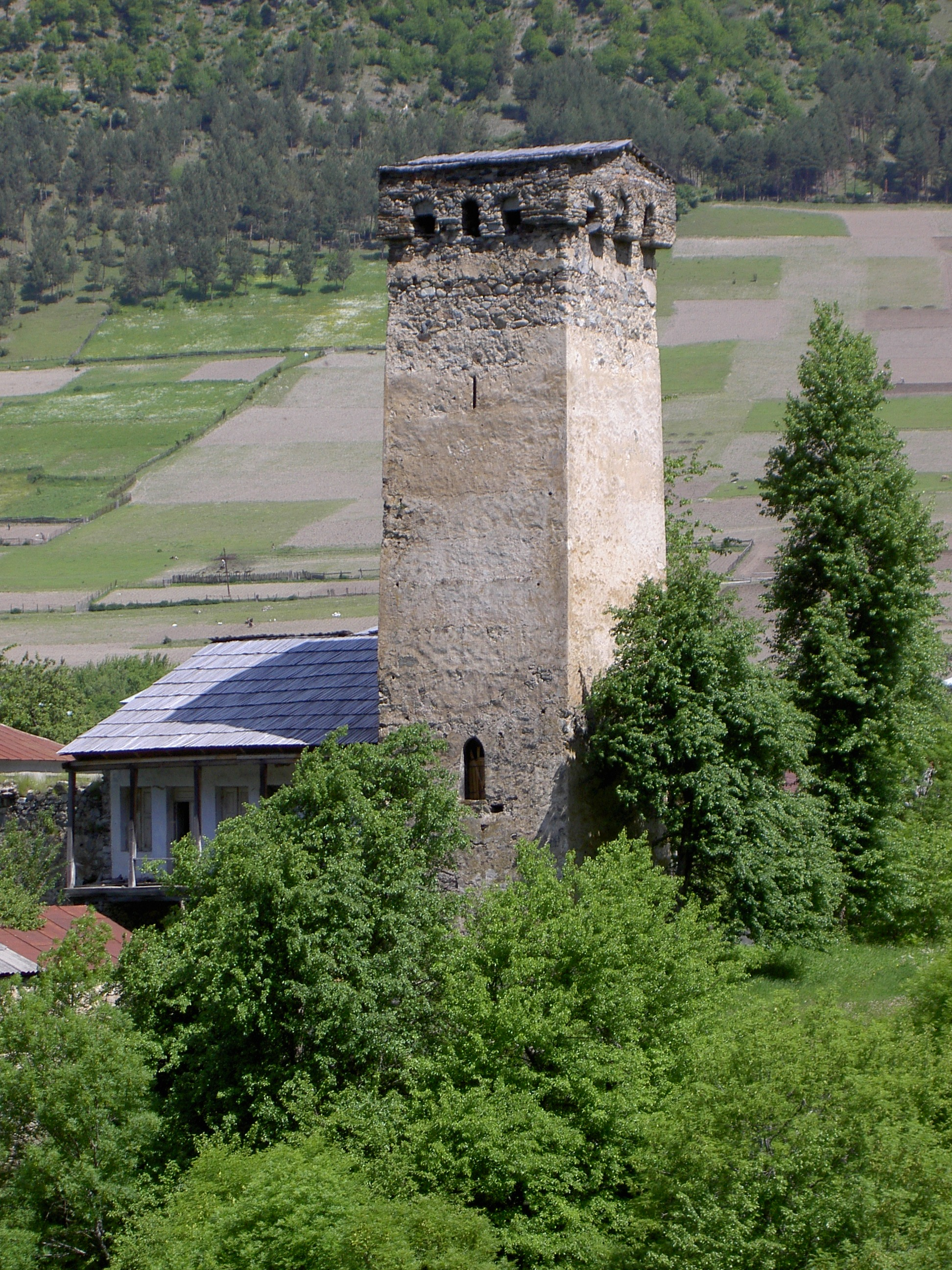
Tipikus szván torony

## Külső hivatkozások
- Frescos and icons from Svanetia (németül)
- "Svan language'. Encyclopædia Britannica (angolul)
- Svan language. TITUS (angolul)